# 金峯山 (鳥取県)
金峯山（金峰山、きんぶさん）は、鳥取県岩美町にある孤立峰で、山頂には三等三角点「滝ノ肩」（標高328.71m）が設置されている。
山頂近くには金峯神社（金峰神社）があり、狭い山頂にTVアンテナが林立している。桜並木の舗装道路が山頂まで整備されていて自動車の通行も可能だが、道中の柱状節理などの見所があり、徒歩での人気がある。山麓から山頂までは徒歩で片道1時間程度。
山体は鳥取花崗岩で風化が進み、斜面では土砂の崩壊がみられる。山頂部は流紋岩や石英安山岩質凝灰岩である。1945（昭和20）年頃から、山中で石炭が発見された。埋蔵量50万トン、良質の無煙炭と見込まれて炭砿がつくられ、関西・北陸へ出荷された。しかし想定よりも質が劣り、数年で放棄された。

## 自然
植生
標高100m以上の地域に高地性の植物としてオオイワカガミやイワナシがみられる。全体的にはアカマツの二次林に覆われているが、山頂の神社周辺ではシイやアカガシ、タブノキの林がある。
かつて山頂には、航海の目印となる「灯明のマツ」と呼ばれるアイグロマツがあり、岩美町指定の天然記念物なっているた。
動物
ギフチョウの生息地である。

## 金峯神社
金峯神社は金峯山の山頂付近にある神社で、山名の由来になった。祭神は天水分神、国水分神、勾大兄神。近代社格制度では旧郷社である。
奈良時代に大和国（奈良県）の金峰山から勧請したと伝わる。蔵王権現を祀り、牧谷村にあることから「牧谷権現」とも呼ばれていた。峰続きの牛ヶ峰山とともに修験道の地だった。
社伝には1188（文治4）年に源頼朝、1353（文和2）年に山名氏清が領地を寄進したとされている。32坊を擁する規模があったが、豊臣秀吉の因幡侵攻に敵対して滅ぼされ、それ以前の記録を失った。
1713（正徳3）年に鳥取の淳光院によって再興された。歴代の鳥取藩主池田氏の庇護を受けた。なお、このとき同時に「竹美山竜王寺」も再興され、淳光院住職が蔵王権現の神事と竜王寺の住職を掌った。
寺は明治の神仏分離によって廃され、蔵王権現は「金峯神社」となった。1932（昭和7）年に郷社に昇格した。